# سوینجر (آماسیه)
سوینجر (به ترکی استانبولی: Sevincer) یک منطقهٔ مسکونی در ترکیه است که در آماسیه واقع شده‌است.